# Wolfgang Ertmer
Wolfgang Ertmer (* 13. Februar 1949 in Bonn) ist ein deutscher Experimentalphysiker, der sich mit Quantenoptik und „Optik“ von atomaren Materiewellen beschäftigt.

## Leben
Ertmer studierte 1970 bis 1975 an der Universität Bonn Physik und promovierte dort 1978 bei Siegfried Penselin mit einer Arbeit über Laserspektroskopische Untersuchungen der Hyperfeinstruktur und Isotopieverschiebung metastabiler Elektronenzustände von 47Ti [Ti] und 49Ti [Ti] und Bestimmung der Kernquadrupolmomente von {47Ti [Ti] und {49Ti [Ti]. Als Post-Doktorand war er 1982 bis 1985 am Joint Institute for Laboratory Astrophysics in Boulder. Nach der Habilitation 1985 war er dort Professor für Experimentalphysik. Er ist seit 1994 Professor am Institut für Quantenoptik an der Leibniz-Universität Hannover. Er leitet dort den Bereich „Atomoptik und Lasermedizin“. 2002 bis 2005 war er Vizepräsident der Universität, zuständig für Forschung. Er ist dort auch seit 2007 Leiter des Center for Quantum Engineering and Space-Time Research (QUEST), das er mit anderen an die Universität holte. Er ist Vorstandssprecher des Laser Zentrums Hannover, in dessen Vorstand er seit 2002 war.
Ertmer ist bekannt für seine Arbeiten zu Bose-Einstein-Kondensaten und als Pionier des Quantum-Engineering, z. B. der Entwicklung von atomaren „Quanten-Sensoren“ mit Anwendungen in der Satelliten-Geodäsie. Außerdem beschäftigte er sich am Laser Zentrum Hannover mit Anwendungen von Lasern in der Medizin (Augenheilkunde) und Biophysik.
Er war seit 1997 Sprecher des SFB Quantenlimitierte Messprozesse mit Atomen, Molekülen und Photonen.
Von Juli 2013 bis Juli 2016 war Ertmer einer der Vizepräsidenten der Deutschen Forschungsgemeinschaft. Er ist Vorstandsmitglied des Vereins Suma e. V., der sich für den freien Wissenszugang einsetzt und die Suchmaschine MetaGer betreibt.

## Auszeichnungen
- 1986: Röntgen-Preis (für Abbremsung von Atomstrahlen mit Lasern)
- 1997: Leibniz-Preis
- 2009: Wissenschaftspreis des Landes Niedersachsen
- 2014: Fellow der American Physical Society (APS)[1]
- 2022: Ehrenbürger der Gottfried Wilhelm Leibniz Universität Hannover[2]